# Polinomis d'Al-Salam-Carlitz
|  | No s'ha de confondre amb Polinomis d'Al-Salam-Chihara. |

En matemàtiques, els polinomis d'Al-Salam-Carlitz {\displaystyle U_{n}^{(a)}(x;q)} i {\displaystyle V_{n}^{(a)}(x;q)} són dues famílies de polinomis ortogonals hipergeomètrics bàsics en l'esquema d'Askey bàsic, introduïts per Al-Salam i Carlitz (1965). Koekoek, Lesky i Swarttouw (2010) van donar una llista detallada de les seves propietats.

## Definició
Els polinomis d'Al-Salam-Carlitz es donen en funció de les funcions hipergeomètriques bàsiques de:
{\displaystyle U_{n}^{(a)}(x;q)=(-a)^{n}q^{n(n-1)/2}{}_{2}\phi _{1}(q^{-n},x^{-1};0;q,qx/a)}
{\displaystyle V_{n}^{(a)}(x;q)=(-a)^{n}q^{-n(n-1)/2}{}_{2}\phi _{0}(q^{-n},x;;q,q^{n}/a)}